# Decor

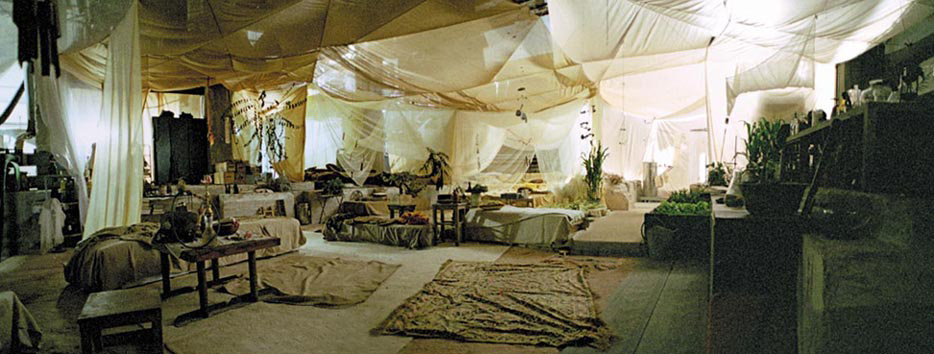
Decorul unui film austriac

Decorul în teatru, balet sau film este locul și mediul în care se desfășoară acțiunea.
Până în secolul al XIX-lea, decorul consta în principal dintr-o perspectivă de scenă pictată pe fundal, care trebuia schimbată prin tragerea unor sfori doar. Când decorurile au devenit mai complexe și mai naturale, de exemplu cu copaci sau mobilier, era necesar un roi de mașiniști care erau ocupați cu schimbarea decorului.
Pentru filme, unele complexe cinematografice au decoruri fixe, cum ar fi cazul Hollywood sau Cinecittà.
Există un premiu César pentru cel mai bun decor și un premiu Molière pentru cel mai bun decorator.